# رعد دوردست (فیلم ۱۹۸۸)
رعد دوردست (به انگلیسی: Distant Thunder) یک فیلم درام آمریکایی محصول سال ۱۹۸۸ به کارگردانی ریک رزنتال با بازی جان لیسگو و رالف ماکیو است.
این فیلم داستان یک سرباز سابق نیروی دریایی و کهنه سرباز جنگ ویتنام مارک لمبرت (جان لیسگو) را روایت می‌کند که پس از بازگشت از جنگ به خانه، همسر و فرزندش را با ترک آنها و رفتن به بیابان دورافتاده ایالت واشینگتن از خود بیگانه می‌کند. پس از ۱۰ سال زندگی در خارج از سرزمین و رنج بردن از اختلال استرس مارک تصمیم می‌گیرد دوباره به جامعه متمدن بپیوندد و پسر نوجوان خود جک (رالف ماکیو) را می‌یابد که در ایلینوی زندگی می‌کند و …

## بازخوردها
این فیلم نقدهای متفاوتی از منتقدان فیلم دریافت کرد. و در گیشه شکست خورد و درآمد کلی آن به سختی ۱۵۶ هزار دلار دربرابر بودجه ۸ میلیون دلاری بود.